# Plum Springs
Plum Springs – miasto w Stanach Zjednoczonych, w stanie Kentucky, w hrabstwie Warren.